# Prochowy Młyn

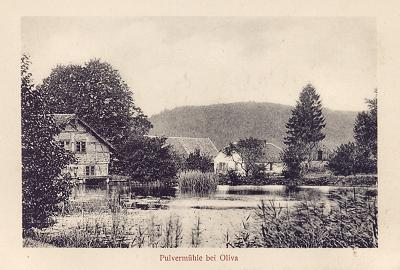
Prochowy Młyn, ok. 1900

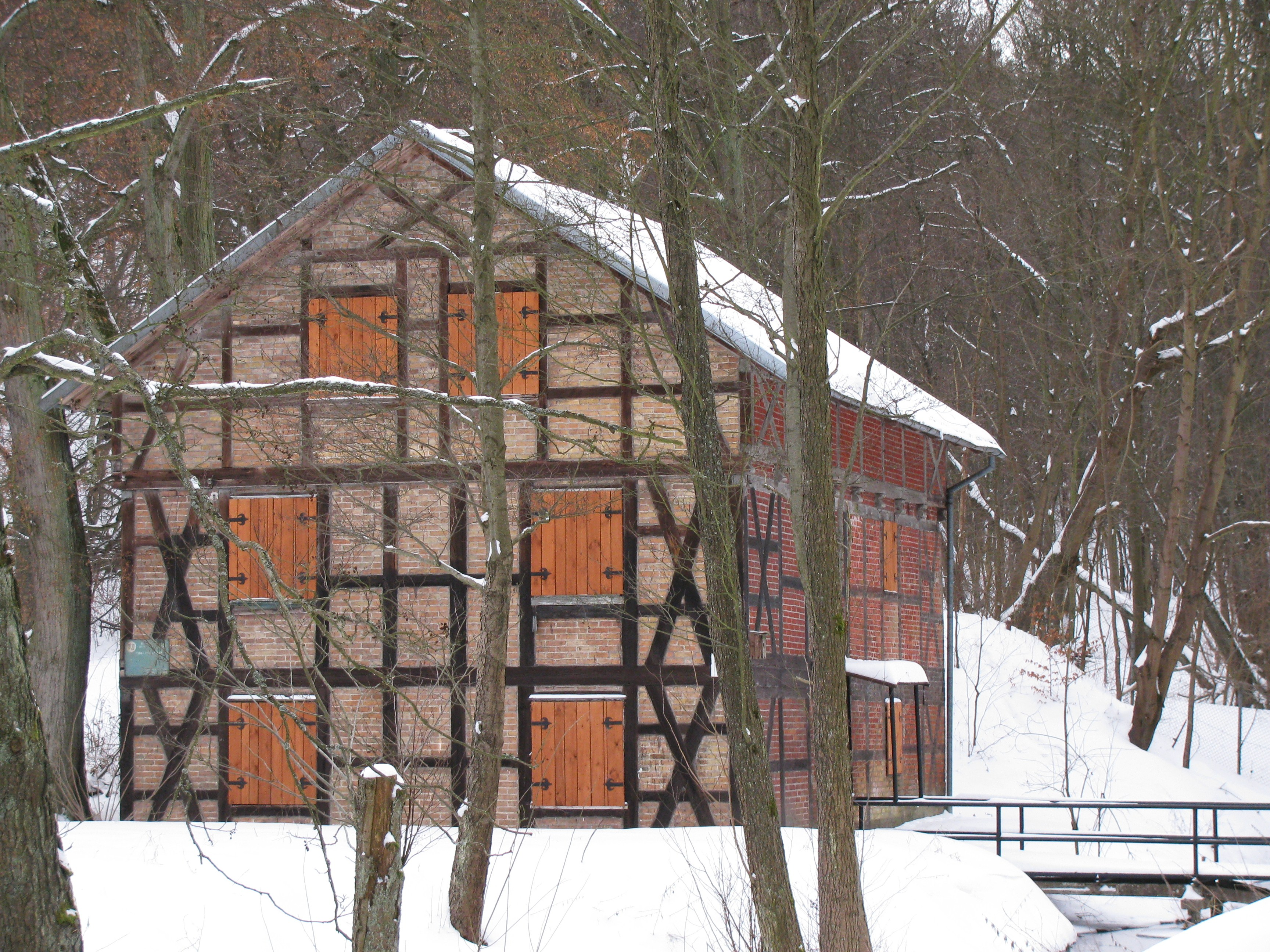
Młyn prochowy, 2010

Prochowy Młyn (dawniej: niem. Pulvermühle) – dawna osada przymłyńska w Gdańsku, w dzielnicy Oliwa. Położona jest nad Potokiem Prochowym (dopływem Potoku Oliwskiego), na skraju Trójmiejskiego Parku Krajobrazowego, w kompleksie Lasów Oliwskich.
Młyn służył dawniej do mielenia komponentów prochu strzelniczego.
Prochowy Młyn został przyłączony w granice administracyjne miasta w 1926.